# Alessandro Pinzuti
Alessandro Pinzuti (Montepulciano, 10 de mayo de 1999) es un deportista italiano que compite en natación. Ganó una medalla de bronce en el Campeonato Europeo de Natación en Piscina Corta de 2021, en la prueba de 4 × 50 m estilos mixto.

## Palmarés internacional
| Campeonato Europeo en Piscina Corta | Campeonato Europeo en Piscina Corta | Campeonato Europeo en Piscina Corta | Campeonato Europeo en Piscina Corta |
| Año                                 | Lugar                               | Medalla                             | Prueba                              |
| ----------------------------------- | ----------------------------------- | ----------------------------------- | ----------------------------------- |
| 2021                                | Kazán (Rusia)                       | Medalla de plata                    | 4 × 50 m estilos mixto              |